# Villa a Sesta
Villa a Sesta è una frazione del comune italiano di Castelnuovo Berardenga, nella provincia di Siena, in Toscana.

## Storia
Il borgo di Villa a Sesta è documentato sin dal IX secolo e nell'anno 882 risulta tra le assegnazioni in favore della badia di San Salvatore.
Il suo territorio comprendeva anche la vicina località di Sestaccia, detta anche Ceta Mura o Civita Mura, antico castellare della Repubblica di Siena: furono signori di Ceta Mura i signori Ricasoli e i monaci della badia di Montescalari, come si legge in una lettera del 1197 spedita dall'abate di Montescalari ad alcuni nobili toscani.
A Villa a Sesta risiedeva stabilmente un giudice nel XIV secolo, poi riunito a San Gusmè il secolo successivo.
La frazione ha poi conosciuto un periodo di espansione tra il XVIII e il XIX secolo. Scrive il Repetti che «ora la Villa a Sesta è aumentata di abitazioni con buone coltivazioni intorno ed una chiesa nuova dedicata a S. Caterina». Villa a Sesta contava 296 abitanti nel 1833.

## Monumenti e luoghi d'interesse
L'edificio di maggiore interesse della frazione è la pieve di Santa Maria, risalente al IX secolo, ma significativamente ristrutturata agli inizi del XIX secolo in stile neoclassico. All'interno è custodita una scultura della Madonna col Bambino di Jacopo della Quercia, oltre che varie opere pittoriche e scultoree dal XIV al XVIII secolo.
Su di un'altura poco a nord del borgo, si trova la località di Sestaccia, già Ceta Mura, dove sono situati i resti dell'antico castello.